# トヨタ&デンソー杯囲碁世界王座戦
トヨタ&デンソー杯囲碁世界王座戦（とよたあんどでんそーはいいごせかいおうざせん、豐田&丹索杯世界圍棋王座戰、도요타덴소배）は、世界五大陸の代表選手による囲碁の世界一を決める棋戦。2002年から2年ごとに開催。2008年（第4回）をもって休止。
- 主催 日本棋院
- 協賛 トヨタ自動車、デンソー
- 特別協力 日本経済新聞社
- 協力 関西棋院、中国囲棋協会、韓国棋院、南アフリカ囲碁協会、ヨーロッパ囲碁連盟、オーストラリア囲碁協会、アルゼンチン囲碁協会、シンガポール囲碁協会、国際囲碁連盟

## 出場選手
日本10、中国5、韓国5、台湾1、アジア・アフリカ・オセアニア1、ヨーロッパ3、北米2、中南米1の各国・地域から選抜された選手、及び前回ベスト4の、計32人が出場。

（第1回のみ、推薦7、ヨーロッパ1、北米1）

## ルール
日本ルールで実施される。持ち時間は一人3時間。コミは6目半。対戦はトーナメント方式で、決勝戦は第2期から3番勝負。

## 過去の優勝者と決勝戦
（左が優勝者）
- 第1回 2003年 李昌鎬（韓国） - 常昊（中国）
- 第2回 2005年 李世乭（韓国） 2-1 常昊（中国）
- 第3回 2007年 李世乭（韓国） 2-1 張栩（日本）
- 第4回 2009年 古力（中国） 2-0 朴文尭（中国）

## 過去の大会

### 第1回
2002年3月19日に1回戦、9月2、4、6日に2-3回戦・準決勝、2003年1月29日に東京ホテルグランドパレスで決勝戦を実施、李昌鎬が優勝した。
| 1回戦 - 朴鋕恩（韓国） - 依田紀基（日本） - 兪斌（中国） - A.ディナーシュタイン（ロシア） - 邵煒剛（中国） - 趙治勲（日本） - 劉昌赫（韓国） - 馬暁春（中国） - 山下敬吾（日本） - 朴永訓（韓国） - 李昌鎬（韓国） - 柳時熏（日本） - フェルナンド・アギラール（アルゼンチン） - 長谷川直（日本） - 楊嘉源（日本） - 金秀壮（韓国） - 李世乭（韓国） - 結城聡（日本） - 常昊（中国） - 小松英樹（日本） - 楊士海（中国） - 張栩（日本） - 王銘琬（日本） - 張璇（中国） - 王磊（中国） - 林宇翔（中華台北） - 曺薫鉉（韓国） - 小林光一（日本） - 王立誠（日本） - ヒューレン・ヤン（アメリカ） - 陳祖徳（中国） - 後藤俊午（日本） | 2回戦 - 兪斌 - 朴鋕恩 - 劉昌赫 - 邵煒剛 - 李昌鎬 - 山下敬吾 - F.アギラール - 楊嘉源 - 常昊 - 李世乭 - 王銘琬 - 楊士海 - 王磊 - 曺薫鉉 - 王立誠 - 陳祖徳 |

| 3回戦 - 兪斌 - 劉昌赫 - 李昌鎬 - F.アギラール - 常昊 - 王銘琬 - 王磊 - 王立誠 | 準決勝 - 李昌鎬 - 兪斌 - 常昊 - 王磊 | 決勝戦 - 李昌鎬 - 常昊 |

### 第2回
2004年8月21日に1回戦、23日に2回戦、25日に3回戦、27日に準決勝、2005年1月5-8日に名古屋市ウェスティンナゴヤキャッスルで決勝戦を実施、李世乭が優勝した。
| 1回戦 - 坂井秀至（日本） - A.ディナーシュタイン（ロシア） - 崔哲瀚（韓国） - 彦坂直人（日本） - 王磊（中国） - フェルナンド・アギラール（アルゼンチン） - 結城聡（日本） - 曺薫鉉（韓国） - 依田紀基（日本） - 江鳴久（アメリカ） - 宋泰坤（韓国） - 高尾紳路（日本） - 常昊（中国） - 豊雲（アメリカ） - 蘇耀国（日本） - フランク・ヤンセン（オランダ） - 兪斌（中国） - 小林光一（日本） - 李世乭（韓国） - 周俊勲（中華台北） - 周鶴洋（中国） - 溝上知親（日本） - 張栩（日本） - 王檄（中国） - 李昌鎬（韓国） - 楊晉華（シンガポール） - 古力（中国） - 山下敬吾（日本） - 孔傑（中国） - アンドレイ・クルコフ（ロシア） - 劉昌赫（韓国） - 彭筌（中国） | 2回戦 - 崔哲瀚 - 坂井秀至 - 結城聡 - 王磊 - 宋泰坤 - 依田紀基 - 常昊 - 蘇耀国 - 李世乭 - 兪斌 - 周鶴洋 - 張栩 - 李昌鎬 - 古力 - 孔傑 - 劉昌赫 |

| 3回戦 - 崔哲瀚 - 結城聡 - 常昊 - 宋泰坤 - 李世乭 - 周鶴洋 - 孔傑 - 李昌鎬 | 準決勝 - 常昊 - 崔哲瀚 - 李世乭 - 孔傑 | 決勝戦 - 李世乭 2-1 常昊 |

### 第3回
2006年8月26日に1回戦、8月28日に2回戦、8月30日に3回戦、9月1日に準決勝、2007年1月6.8.9日に東京ホテルニューオータニで決勝戦を実施、李世乭が優勝、2連覇を果たした。
| 1回戦 - 孔傑（中国） - 彦坂直人（日本） - 周俊勲（中華台北） - フェルナンド・アギラール（アルゼンチン） - 趙漢乗（韓国） - 依田紀基（日本） - 張栩（日本） - 周鶴洋（中国） - 朴正祥（韓国） - 高尾紳路（日本） - 常昊（中国） - 林海峰（日本） - 朴永訓（韓国） - 瀬戸大樹（日本） - 楊士海（香港） - イリヤ・シクシン（ロシア） - 李世乭（韓国） - 結城聡（日本） - 趙善津（日本） - 江鳴久（北米） - 高根台（韓国） - 羅洗河（中国） - 羽根直樹（日本） - 豊雲（北米） - 崔哲瀚（韓国） - 陳耀燁（中国） - 彭筌（中国） - 郭鵑（オランダ） - 李昌鎬（韓国） - A.ディナーシュタイン（ロシア） - 古力（中国） - 柳時熏（日本） | 2回戦 - 孔傑 - 周俊勲 - 張栩 - 趙漢乗 - 常昊 - 朴正祥 - 朴永訓 - 楊士海 - 李世乭 - 趙善津 - 羽根直樹 - 高根台 - 彭筌 - 崔哲瀚 - 李昌鎬 - 古力 |

| 3回戦 - 張栩 - 孔傑 - 朴永訓 - 常昊 - 李世乭 - 羽根直樹 - 李昌鎬 - 彭筌 | 準決勝 - 張栩 - 朴永訓 - 李世乭 - 李昌鎬 | 決勝戦 - 李世乭 2-1 張栩 |

### 第4回
2009年8月22日に1回戦、8月25日に2回戦、8月27日に3回戦、8月29日に準決勝、2009年1月6.8.9日に北京市中国棋院で決勝戦を実施、古力が優勝した。
| 1回戦 - 趙漢乗（韓国） - 山下敬吾（日本） - 高尾紳路（日本） - 楊士海（アジア） - 朴永訓（韓国） - 金秀俊（日本） - 古力（中国） - 彦坂直人（日本） - 韓尚勲（韓国） - 山田規三生（日本） - 劉星（中国） - 洪性志（韓国） - A.ディナーシュタイン（ロシア） - 李捷（北米） - 張栩（日本） - 江鳴久（北米） - 李世乭（韓国） - 河野臨（日本） - 今村俊也（日本） - クリスチャン・ポップ（欧州） - 朴正祥（韓国） - 常昊（中国） - 謝赫（中国） - イリヤ・シクシン（ロシア） - 睦鎮碩（韓国） - 羽根直樹（日本） - 周俊勲（中華台北） - 依田紀基（日本） - 李昌鎬（韓国） - フェルナンド・アギラール（中南米） - 朴文尭（中国） - 小県真樹（日本） | 2回戦 - 趙漢乗 - 高尾紳路 - 古力 - 朴永訓 - 劉星 - 韓尚勲 - 張栩 - A.ディナーシュタイン - 李世乭 - 今村俊也 - 謝赫 - 朴正祥 - 睦鎮碩 - 周俊勲 - 朴文尭 - 李昌鎬 |

| 3回戦 - 古力 - 趙漢乗 - 張栩 - 劉星 - 謝赫 - 李世乭 - 朴文尭 - 睦鎮碩 | 準決勝 - 古力 - 張栩 - 朴文尭 - 謝赫 | 決勝戦 - 古力 2-0 朴文尭 |